# 1987年の政治
1987年の政治（1987ねんのせいじ）では、1987年（昭和62年）の政治分野に関する出来事について記述する。

## できごと

### 1月
- 1月1日
  - 中国・北京の天安門広場で学生数百人がデモ。
  - 竹下登自民党幹事長、目白の田中角栄元首相邸を訪問するが門前払いされる。
- 1月25日 - 西ドイツの連邦議会選挙。与党のキリスト教民主・社会同盟（CDU/CSU）と自由民主党（FDP）が勝利。
- 1月27日 - ソ連共産党中央委員会総会で複数政党制、秘密投票などの政治改革を決定。

### 2月
- 2月10日 - 厚生省（現：厚生労働省）はエイズ予防で血友病患者に特例措置決める。

### 3月
- 3月5日 - 岩手靖国訴訟で、盛岡地裁は中曽根康弘首相の靖国神社公式参拝合憲判決。
- 3月13日 - 中国残留孤児の定期訪日調査終了。
- 3月21日 - 中曽根内閣が佐藤・吉田に次ぐ戦後3位（当時）の長期政権へ。

### 4月
- 4月1日 - 国鉄が分割・民営化。
- 4月10日 - ゴルバチョフ書記長、チェコスロバキア訪問。プラハで演説し「欧州共通の家」構想を発表する。
- 第11回統一地方選挙

4月13日：都道府県知事選挙、政令指定市長選挙、道府県議会選挙、指定市議会選挙の投票日。自民党が敗北し、社会党や共産党が躍進。
4月26日：東京都特別区長選挙、一般市町村長選挙、特別区議会選挙、市町村議会選挙の投票日。

### 5月
- 5月14日 - 二階堂進前自民党副総裁、自民党総裁選挙への立候補を表明。
- 5月21日 - 「竹下登自民党幹事長激励の夕べ」開催。竹下、事実上の総裁選挙立候補表明。田中派142人中、128人が参加。
- 5月28日 - 西ドイツの19歳の青年マチアス・ルストがセスナでソ連の防空網を突破してモスクワの赤の広場に着陸。セルゲイ・ソコロフ国防相が解任され、後任にドミトリー・ヤゾフ国防次官が抜擢される。

### 6月
- 6月3日 - 竹下幹事長、総裁選挙立候補を正式に表明。
- 6月8日 - 第13回先進国首脳会議（ヴェネツィア・サミット）開催。
- 6月11日 - イギリス総選挙。サッチャー首相与党の保守党が労働党に圧倒的大差をつけて大勝。
- 6月14日 - イタリア共和国の上下両院総選挙。
- 6月25日 - ソ連共産党中央委員会総会、アレクサンドル・ヤコブレフらが政治局員に選出される。中央委員会総会では共産党の経済活動への介入排除を決定する。

### 7月
- 7月4日 - 経世会（竹下派）発足。田中派分裂。
- 7月15日 - 中華民国の蔣経国総統が、1949年以来続いてきた台湾における戒厳令の解除を宣言する。
- 7月19日 - ポルトガル共和国の議会選挙。中道右派政党の社会民主党が大勝。
- 7月20日 - 国連安保理、イラン・イラク戦争の即時停戦を決議（598号決議）。
- 7月30日 - 赤道ギニアでテオドロ・オビアン・ンゲマが赤道ギニア民主党結成。

### 8月
- 8月7日 - 臨教審最終答申で国歌・国旗尊重提唱。

### 9月
- 9月22日 - 昭和天皇、宮内庁病院で歴代天皇中、初の開腹手術。

### 10月
- 10月21日 - ソ連共産党中央委員会総会。ゲイダル・アリエフ政治局員（第一副首相）を解任。ボリス・エリツィン・モスクワ市党第一書記がエゴール・リガチョフ政治局員・書記を批判する。

### 11月
- 11月2日 - ゴルバチョフ書記長、ロシア革命70周年記念式典で大粛清を批判。
- 11月6日 - 竹下登内閣発足。
- 11月11日 - エリツィンがモスクワ市党第一書記を解任される。
- 11月20日 - 「連合」結成。
- 11月21日 - 日本赤軍のメンバー丸岡修逮捕。
- 11月26日 - 竹下首相は新型間接税導入を翌年秋に実現することを決意。
- 11月29日 - 金賢姫による大韓航空機爆破事件。

### 12月

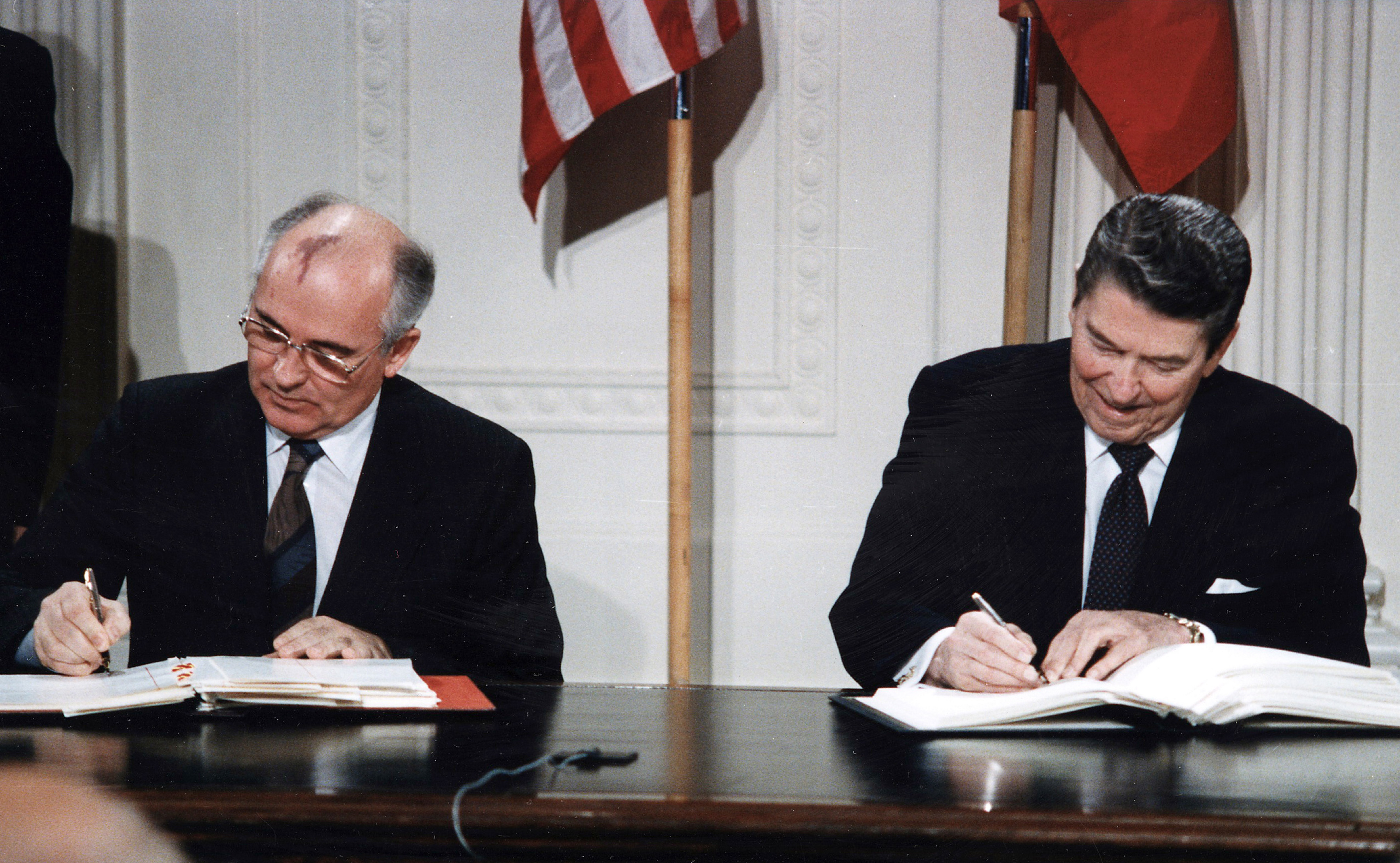
INF全廃条約に署名するロナルド・レーガン米大統領（右）とミハイル・ゴルバチョフ・ソ連共産党書記長

- 12月7日 - ソ連・ゴルバチョフ書記長訪米。
- 12月8日 - 米ソ首脳会談がワシントンD.C.で行われ、中距離核戦力全廃条約（INF全廃条約）に調印する。
- 12月16日 - 韓国大統領選挙、16年ぶりの国民の直接投票による大統領選挙。盧泰愚（民主正義党）が当選する。
- 12月17日 - チェコスロバキア共産党書記長にミロシュ・ヤケシュが就任する。
- 12月23日 - 整備新幹線着工の問題について、政府予算大蔵原案の記者説明の場で、担当主計官が「整備新幹線を認めれば昭和三大馬鹿査定になる」と発言[1][2][3]、物議をかもす。